# Doubleday
Doubleday — американская издательская компания.

## История
Основана в 1897 году под названием «Doubleday & McClure Company» Фрэнком Нельсоном Дубльдеем, организовавшим партнёрство с издателем журналов Сэмюэлем МакКлуром. Одним из их первых бестселлеров был «The Day’s Work» Редьярда Киплинга. В те же ранние годы компания публиковала произведения следующих авторов: Уильяма Соммерсета Моэма и Джозефа Конрада. Позднее вице-президентом компании стал Теодор Рузвельт-младший.
В 1900 году название компании изменилось на «Doubleday, Page & Company», так как в число партнёров добавился Уолтер Хайнс Пэйдж. В 1922 году к фирме присоединился Нельсон Дубльдэй, сын издателя.
В 1927 году произошло слияние с компанией Джорджа Дорана, в результате чего образовалась компания «Doubleday, Doran», самая большая в англоязычном мире. В 1946 году компания изменила имя на «Doubleday and Company». Нельсон Дубльдэй ушёл в отставку с поста президента, но до смерти сохранял за собой пост председателя правления. В 1946—1963 годах пост президента занимал Дуглас Блэк. В 1947 году компания была самым большим издателем в США, ежегодные продажи составили свыше 30 млн книг.
С 1963 по 1978 год пост президента и главного исполнительного директора занимал Джон Саржант, а его сын работал партнёром в издательском отделе.
В 1986 году компания «Doubleday» была продана концерну «Bertelsmann». В 1988 году компания стала частью «Bantam Doubleday Dell Publishing Group», которая в свою очередь стала подразделением «Random House» в 1998 году.
В конце 2008 и начале 2009 года «Doubleday импринт» слилась с «Knopf Publishing Group» приняв название «Knopf Doubleday Publishing Group».

## Известные редакторы
- Дин Джайлс МакГрегор
- Стюарт «Сэнди» Ричардсон
- Жаклин Кенеди (старший редактор)

## Импринты
Список издательств находящихся или бывших под эгидой Doubleday:
- Anchor Books производство качественных книг в мягкой обложке. Название якорь (как и название дельфин) происходит от одной из форм эмблемы Doubleday. Ныне — один из отделов издательского дома Knopf Publishing Group’s Vintage Anchor.
- Blakiston Co медицинские и научные книги. Продана в 1947 компании McGraw-Hill.
- Blue Ribbon Books, приобретена в 1939 у компании Reynal & Hitchcock.
- Book League of America, современная и мировая классическая литература, приобретена в 1936.
- The Crime Club действовало большую часть 20-го столетия, публикуя детективные романы, наиболее известны серия о Фу Манчу автора Сакса Ромера и серия о Симоне Темпларе автора Лесли Чартериса.
- Garden City Publishing Co первоначально основана Нельсоном Дубльдеем как отдельная фирма. Книги Garden City первоначально были репринтными изданиями Doubleday, напечатанными с оригинальных матриц но на более дешёвой бумаге. Названа в честь деревни на Лонг-айленд Нью-Йорка, где долгое время (до 1986) размещалась штаб-квартира Doubleday. Сейчас там находится Bookspan, непосредственный дилер и специальные книжные клубы, в ведении холдингов Doubleday Direct и Book of the Month Club.
- Image Books, Catholic Books, всё ещё отдел Doubleday как часть Doubleday Religious Publishing.
- Nan A. Talese/Doubleday литературный импринт, основанный в 1990. Издатель импринта и редактор Тэлес — старший вице-президент Doubleday.
- Permabooks, отдел книг в мягкой обложке, основан в 1948.
- Rimington & Hooper, ограниченные издания высокого качества.
- Triangle Books, приобретено в 1939 у Reynal & Hitchcock; продажа недорогих книг через сеть магазинов.
- Zenith Books, для негритянской молодёжи.

## Книжные магазины
- Компания Doubleday Bookstores была приобретена компанией Barnes & Noble в 1990 и управлялась компанией B. Dalton[4].